# 3462 Чжоугуанчжао
3462 Чжоугуанчжао (3462 Zhouguangzhao) — астероїд головного поясу, відкритий 25 жовтня 1981 року.
Тіссеранів параметр щодо Юпітера — 3,456.
Названо на честь китайського фізика Чжоу Гуанчжао (кит.: 周光召, 1929 —). З 1987 по 1997-й рік був президентом Китайської АН.